# Тавитавинский земляной голубь
Тавитавинский земляной голубь (лат. Gallicolumba menagei) — вид птиц из семейства Columbidae. Эндемик филиппинского острова Тави-Тави и окружающих островков. Вид известен всего по двум особям (обе были самцами), полученным в 1891 году и не наблюдался с уверенностью с того времени. Видовой эпитет menagei присвоен в честь Луи Ф. Менажа, который финансировал экспедицию.

## История изучения
Попытки учёных обнаружить птиц в дикой природе не увенчались успехом, однако удалось получить сообщения от местных жителей о том, что этих голубей иногда видят на островках около Тави-Тави, собственные леса которого были сведены к 1994 году, а также о том, что до 1970-х птицы были довольно обычны.

## Описание
Голубь средних размеров с коротким хвостом. Длина тела 25—27 см, вес неизвестен. Клюв птицы чёрный с серым кончиком, ноги красные. Радужная оболочка глаза серебристо-светло-серая. Крылья тёмно-коричневые, зелёные перья с металлическим отливом покрывают верх головы и спускаются на грудь по бокам.

## Консервация
МСОП присвоил виду охранный статус CR.